# Апоногетон двуколосый
Апоноге́тон двуколо́сый (лат. Aponogéton distáchyos) — водное растение семейства Апоногетоновые.
Родина его Южная Африка, мыс Доброй Надежды, где он растёт на глубине рек и озёр.

## Внешний вид

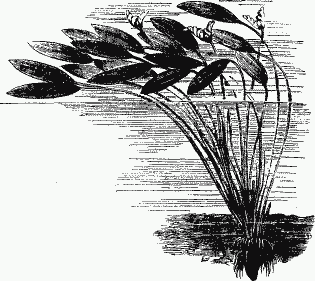
Апоногетон двуколосый

Листья этого капского растения поднимаются из клубневидного корневища на длинных черешках в виде продолговатых кожистых блестящих пластинок. Цветы имеют чрезвычайно оригинальную форму и обладают, кроме того, очень приятным запахом.
Цветы эти расположены вилообразно раздвоенным колосом и состоят только из одного прицветника, плодника и нескольких тычинок. Цвет прицветников розовато-белый, а тычинок чёрный. Каждый цветок цветет обычно недели три или даже больше, и всех цветков в зиму бывает от 2 до 5 и больше.
Появление цветка можно предугадать по толщине выходящего стебля, так как у цветов стебель гораздо толще, округлённее, чем у листьев, и, кроме того, имеет на конце некоторое расширение.

## Выращивание
Для получения хороших, сильно цветущих экземпляров клубни необходимо оставлять на зиму в грунте воздушных бассейнов, спустив воду и прикрыв слоем в 10—15 см опавших древесных листьев или перегнившего конского навоза. Кроме того, в тех местностях, где бывают сильные морозы, поверх листьев или навоза надо прикрывать бассейн ещё и досками. Экземпляры, выращенные в таких условиях, дают большое количество крепких листьев и крупных, сильно пахнущих цветочных колосьев. Цветы пахнут ванилью.
Растение это, посаженное на дно, в дёрновую или илистую землю, сохраняет старые листья всю зиму и по временам даже дает новые, но требует для этого солнечного помещения и воду не ниже +20 °C. При цветении можно оставлять цветы до созревания семян, для чего под цветок подкладывают пробку. Вызревшие семена, будучи посажены в песок, легко всходят и дают прекрасные растеньица, которые потом следует пересадить в дерновую землю. Кроме того, оно пускает иногда летом от корневища побеги, на конце которых образуются небольшие клубеньки, развивающие листья и образующие молодые растеньица.